# 12 février 1910
Le samedi 12 février 1910 est le 43e jour de l'année 1910.

## Naissances
- Gunnar Höckert (mort le 11 février 1940), athlète finlandais
- Pierre Souletie (mort le 9 juin 1944), responsable résistant corrézien
- Germaine Roger (morte le 20 avril 1975), chanteuse française
- Karl Czernetz (mort le 3 août 1978), homme politique autrichien
- Mary Lygon (morte le 27 septembre 1982), princesse Romanovsky-Pavlovsky
- Lee Byung-chul (mort le 19 novembre 1987), fondateur du chaebol Samsung
- Robert Wetzel (mort le 27 décembre 1987), homme politique français
- Jay Leyda (mort le 15 février 1988), réalisateur de films d'avant-garde américain

## Décès
- Moïse Lilienblum (né le 22 octobre 1843), écrivain et critique de langue hébraïque
- Philippe Thomas (né le 4 mai 1843), géologue amateur français
- Jules Guérin (né le 14 septembre 1860), journaliste français, directeur de l'hebdomadaire L'Antijuif

## Autres événements
- une loi pour la retraite à soixante-cinq ans est votée en France.[réf. nécessaire]